# بيتر جوب
بيتر جوب (بالإنجليزية: Peter Job)‏ هو شخصية أعمال وصحفي بريطاني، ولد في 1943.